# محمد الخامس العثماني

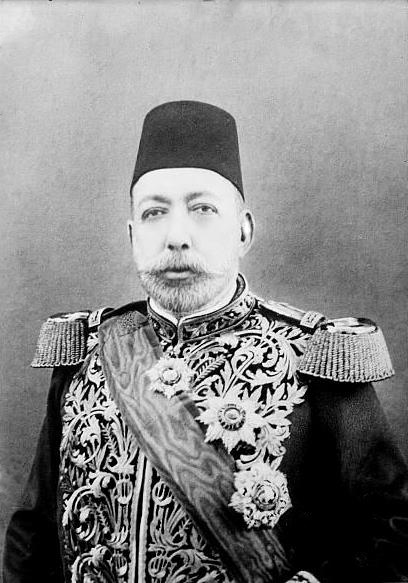

 السلطان محمد الخامس رشاد بن عبد المجيد الأول بن محمود الثاني عبد الحميد الأول بن أحمد الثالث بن محمد الرابع بن إبراهيم الأول بن أحمد الأول بن محمد الثالث بن مراد الثالث بن سليم الثاني بن سليمان القانوني بن سليم الأول بن بايزيد الثاني بن محمد الفاتح بن مراد الثاني بن محمد الأول جلبي بن بايزيد الأول بن مراد الأول بن أورخان غازي بن عثمان بن أرطغرل.
(2 نوفمبر 1844 - 3 يوليو 1918) هو السلطان الخامس والثلاثون 35  للدولة العثمانية تولى الحكم بعد نهاية حكم أخيه عبد الحميد الثاني 1909 وكان عمره 65 عاماً وهو شقيق كل من السلطان مراد الخامس وعبد الحميد الثاني ومحمد السادس وعمه السلطان عبد العزيز الأول وابن عمه السلطان عبد المجيد الثاني. توفى في 3 يوليو - 1918 وعمره 74 سنة.

## إعادة الدستور
أعيد تفعيل الدستور بعد تنصيبه وحصل الاتحاديون على نصر ساحق في الانتخابات النيابية عام 1330 هـ، فأحكموا قبضتهم على السلطة وقاموا بعمل الكثير من التغييرات على الدولة كان منها الإيجابي والسلبي فأما السلبي فكان تزكية القومية التركية تأسيا بالغرب على حساب الرابطة الإسلامية مما سبب سخطا شعبيا كبيرا لعدم المساواة بين القوميات المختلفة بالإضافة إلى التوجه شبه العلماني الذي توجهوه، وأما الإيجابي فكان منه الإصلاحات الزراعية بتشجيع الفلاحين على استصلاح الأراضي الزراعية.
كان أيضا من إنجازات حكومة الاتحاد والترقي الإصلاحات العسكرية حيث أنشئت القوات الجوية العثمانية، كما ازداد التعاون العسكري مع إمبرطورية ألمانيا فاشترى العثمانيون قطعا بحرية عديدة ونظموا جيوشهم على نسق يشبه النسق الألماني وبرزت قيادات عسكرية عثمانية عديدة أمثال رؤوف بك وإسماعيل أنور ويوسف العظمة.
بدأت الحرب الإيطالية الليبية وحاولت إيطاليا احتلال ليبيا فأرسل العثمانيون ما استطاعوا من الجند والقادة والعدة، لكن بعد المسافة عن مركز الدولة وكثرة عدد الإيطاليين مقارنة بالجيشين العثماني والليبي بالإضافة إلى استعمال إيطاليا للطائرات في الحرب لأول مرة في التاريخ سبب ضعف الموقف العسكري العثماني ثم لم تلبث أن استغلت دول البلقان هذه الحرب لتعلن بدورها الثورة على العثمانيين، فاشتعلت حرب البلقان وهزمت الدولة العثمانية على الجبهتين، وكان من نتيجة ذلك استقلال دول البلقان عن العثمانيين والاحتلال الإيطالي لليبيا، مما دعا ناظر الحربية أحمد باشا مختار لتقديم استقالته.
تمكن إسماعيل أنور في حرب البلقان الثانية من استرداد أجزاء من أراضي إقليم مقدونيا والروملي مستغلا انشغال البلغار بالحرب.

## الحرب العالمية الأولى
قامت الحرب العالمية الأولى وانضمت الدولة العثمانية إلى ألمانيا لأنها لم يكن لها أطماع ظاهرة في الدولة العثمانية. كان أبرز ما قام به محمد الخامس إعلان الجهاد مع دخول العثمانيين للحرب. في بداية الأمر صمدت العساكر العثمانية على معظم الجبهات وتمكن العثمانيون من إفشال الغزو البحري الذي قام به الحلفاء على إسطنبول، كما هزموا القوات الفرنسية والإنجليزية في معركة جاليبولي وأخذوا يحاولون التقدم باتجاه السويس لدحر الإنجليز من مصر.
لم تفلح هجمات العثمانيين على مصر وراح الإنجليز يضغطون من جهتهم وبدأ العثمانيون يتراجعون ببطئ، ولم يكتفي الإنجليز بهذا بل استعملوا جيش مستعمرة الهند لغزو العراق، فتقدم الجيش الهندي الإنجليزي حتى وصل إلى بغداد فحاصرهم العثمانيون وانتصروا عليهم بنصر كبير، لكن الإنجليز عاودوا الكرة مرة أخرى فاحتلوا بغداد.
قاد إسماعيل أنور حملة عسكرية باتجاه القوقاز لاسترجاع قارص وباطوم وغيرها من جهة والضغط على الروس لدعم الألمان والنمسا على الجبهة الشرقية من جهة أخرى، لكن تلك الحملة انتهت بهزيمة قاسية على العثمانيين وكانت العساكر العثمانية تقاتل على جميع الجبهات على الرغم من قلة المؤن والجوع. حدثت الثورة البلشفية وأعلان البلاشفة انسحاب روسيا من الحرب، إلا أن اشتعال الثورة العربية كان كفيلا بجعل كل الجهود العسكرية العثمانية تتبخر، حيث شاغلت تلك الثورة عددا كبيرا من الجنود العثمانيين بحيث زاد عدد الجنود التي وقفت في وجه الثورة العربية عن تلك التي وقفت في وجه الإنجليز.
في النهاية هُزمت الدولة العثمانية وحليفتها ألمانيا في الحرب وعاد العثمانيون إلى حدود تركيا الحالية، فقدم رجال الاتحاد والترقي استقالاتهم وتم نفيهم إلى ألمانيا. توفي قبل استسلام الدولة بعدة شهور وتولى بعده أخوه محمد وحيد الدين.